# Издательство Университета Миссури
Издательство Университета Миссури (англ. University of Missouri Press) — издательское подразделение Миссурийского университета.
Штаб-квартира издательства находится в городе Колумбия, штат Миссури.

## История и деятельность
Издательство было основано в 1958 году главным образом благодаря усилиям профессора Уильяма Педена (William Harwood Peden). Оно делает акцент на издании книг из области американской и мировой истории, военной истории, различных видов исследований, литературной критики, документальной литературы.
С момента своего основания издательство Университета Миссури опубликовало более 2000 книг и в настоящее время издает около 30 в основном академических книг в год.
В числе заметных публикаций издательства:
- Собрание сочинений Лэнгстона Хьюза.
- Собрание сочинений Эрика Фогелина.
- Серия книг Роберта Феррелла[англ.] «Give 'em Hell» о Гарри Трумэне.